# 辽宁青年
《辽宁青年》是在中国大陆发行的青年刊物。其前身是1949年8月15日《生活知识报》，目前该杂志由辽宁青年杂志社出版发行。
该刊物主管单位共青团辽宁省委委员会，发行周期为半月刊。
1994年，在中央电视台举办的读者调查中，《辽宁青年》和《读者》、《家庭》等杂志一起被评为“最受青年喜爱的国内十佳期刊”。

## 參看
- 讀者

## 外部連結
- 辽宁青年官网 （页面存档备份，存于）